# Puschkin-Denkmal (Sankt Petersburg)

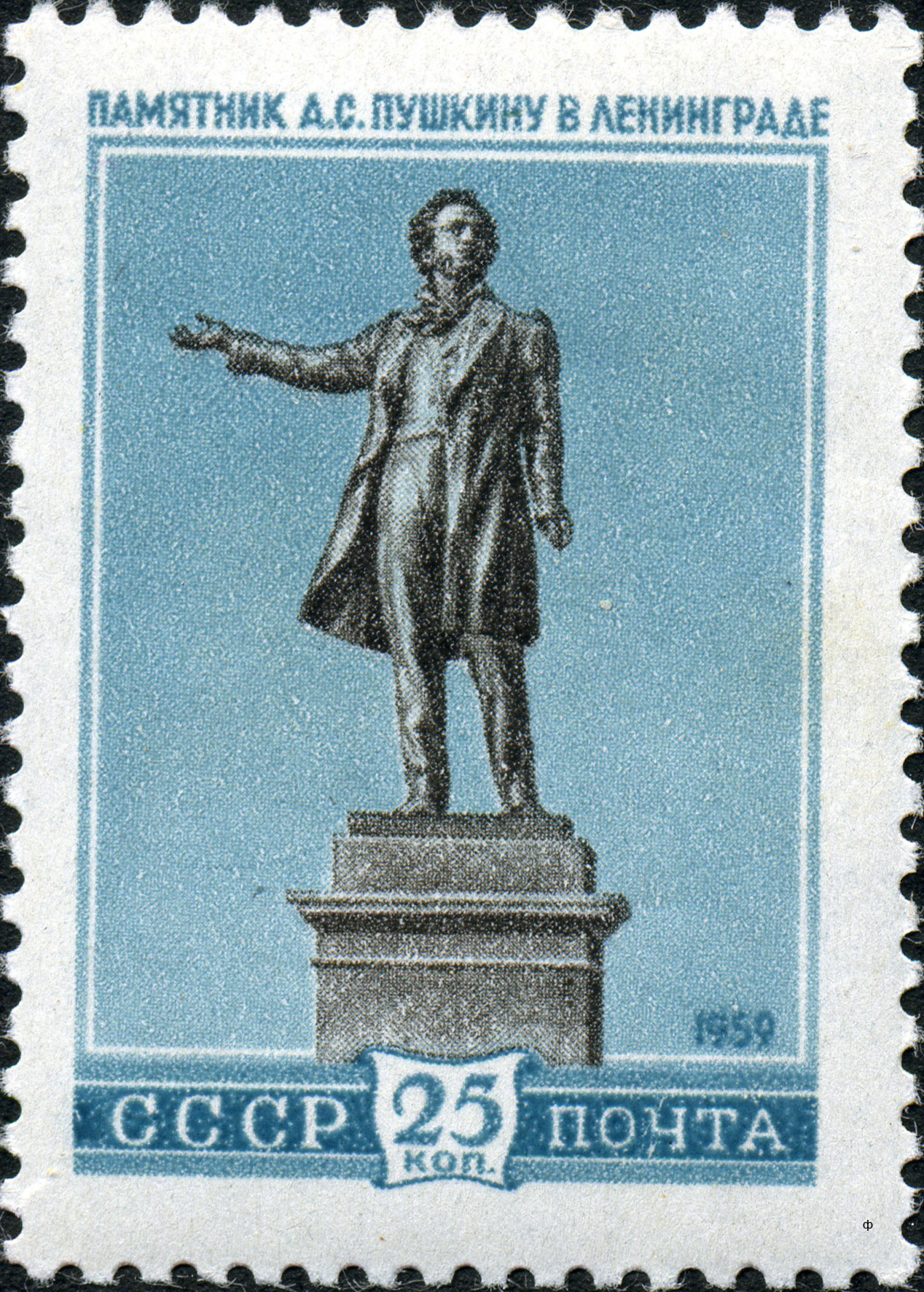
Denkmal auf einer sowjetischen Briefmarke von 1959

Das Puschkin-Denkmal (russisch Памятник А. С. Пушкину) ist ein Denkmal für den russischen Dichter Alexander Sergejewitsch Puschkin in Sankt Petersburg in Russland.

## Lage
Es befindet sich auf dem Platz der Künste im Michailow-Park im Stadtzentrum von Sankt Petersburg.

## Gestaltung und Geschichte
Das Denkmal wurde vom Bildhauer Michail Anikuschin geschaffen und 1957, anlässlich des 250. Gründungstages von Sankt Petersburg an seinem heutigen Standort aufgestellt. Es ist etwa vier Meter hoch und zeigt auf einem hohen Sockel eine Puschkin darstellende Bronze-Statue. Am Sockel befindet sich in kyrillischer Schrift der Name des Dichters.
Planungen zur Aufstellung eines Puschkin-Denkmals begannen bereits im Jahr 1937. Zunächst war als Aufstellungsort der Birschewaja Platz vorgesehen. 1937 und 1938 fanden hierzu Wettbewerbe in Moskau statt, jedoch ohne Ergebnis. 1940 beschloss man dann als Aufstellungsort den heutigen Standort auf dem Platz der Künste. 1948 fand in Moskau ein dritter Wettbewerb mit elf eingereichten Vorschlägen statt. 1949 wurden die Entwürfe auch in Leningrad, dem heutigen Sankt Petersburg, gezeigt. Im Februar 1949 wurden Entwürfe weiterer Künstler hinzugenommen, darunter auch der Entwurf von Anikuschin. Er wurde noch überarbeitet und schließlich am 19. Juni 1957 auf dem Platz der Künste enthüllt. 1958 erhielt das Werk den Leninpreis.